# Dario Mattei Gentili
Dario Mattei Gentili (Pennabilli, 30 gennaio 1842 – Pennabilli, 8 gennaio 1912) è stato un arcivescovo cattolico italiano.

## Biografia
Nato a Pennabilli il 30 gennaio 1842, studiò prima nel Palazzo del Collegio Raffaello e poi a Roma, dove conseguì la laurea dottorale in teologia il 29 luglio 1864. Il 14 agosto del medesimo anno diventò presbitero a Roma, dove, tre anni dopo, il 28 giugno 1867, conseguì anche la laurea in utroque iure. Tornò a Pennabilli, dove fu nominato rettore del seminario del Montefeltro; nella stessa diocesi fu anche esaminatore prosinodale e vicario generale.
Il 27 febbraio 1880 fu nominato vescovo di Sarsina da papa Leone XIII. Fu consacrato nella basilica di Sant'Apollinare il 29 febbraio 1880 dal cardinale Raffaele Monaco La Valletta.
Successivamente fu vescovo di Città di Castello e poi arcivescovo Perugia fino al 30 settembre 1910, giorno in cui rassegnò le dimissioni per problemi di salute.
Morì l'8 gennaio 1912 a Pennabilli.

## Genealogia episcopale e successione apostolica
La genealogia episcopale è:
- Cardinale Scipione Rebiba
- Cardinale Giulio Antonio Santori
- Cardinale Girolamo Bernerio, O.P.
- Arcivescovo Galeazzo Sanvitale
- Cardinale Ludovico Ludovisi
- Cardinale Luigi Caetani
- Cardinale Ulderico Carpegna
- Cardinale Paluzzo Paluzzi Altieri degli Albertoni
- Papa Benedetto XIII
- Papa Benedetto XIV
- Cardinale Enrico Enriquez
- Arcivescovo Manuel Quintano Bonifaz
- Cardinale Buenaventura Córdoba Espinosa de la Cerda
- Cardinale Giuseppe Maria Doria Pamphilj
- Papa Pio VIII
- Papa Pio IX
- Cardinale Raffaele Monaco La Valletta
- Arcivescovo Dario Mattei Gentili

La successione apostolica è:
- Vescovo Michele Angelo Baldetti (1902)
- Arcivescovo Ercolano Marini (1904)